# Voie Lyonnaise 9
La Voie Lyonnaise 9 est une piste cyclable faisant partie du réseau express vélo des Voies Lyonnaises. Elle relie Oullins à Jonage en passant par le centre de Lyon et le parc de Miribel Jonage.

## Histoire

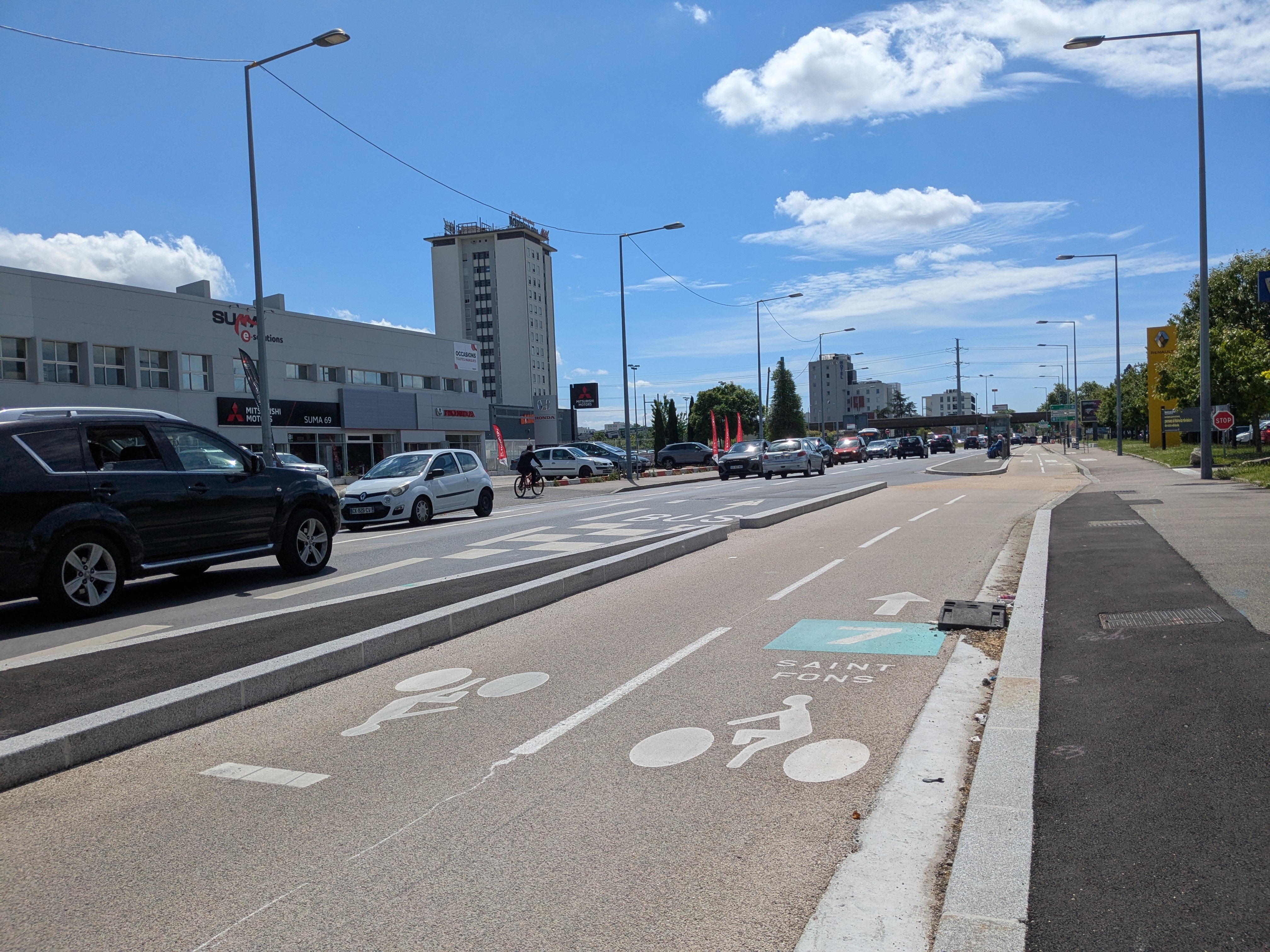
La VL7 sur la route de Vienne.

Le projet des Voies Lyonnaises est lancé en 2022. La Voie Lyonnaise 9 est annoncée entre Saint-Genis-Laval et Jonage.
Les études commencent avant même l'annonce officielle, en janvier 2021. Les travaux ne débutent que quatre ans plus tard.
Le 17 mai 2025, la Métropole inaugure le tronçon reliant les puces du canal, à Villeurbanne Saint-Jean, au Grand Parc Miribel Jonage. Sur 17 kilomètres de piste, 7 font partie de la ViaRhôna et 10 autres sont aménagés spécifiquement pour la VL9,.

## Itinéraire
Le tracé débute route de Brignais à Saint-Genis-Laval. Il traverse la commune d'Oullins pour emprunter une passerelle sur le Rhône réservée aux modes doux, dont la construction est prévue pour 2028. Arrivée dans le septième arrondissement de Lyon, la VL9 remonte l'avenue Jean-Jaurès, puis la rue Garibaldi, longe le parc de la Tête-d'Or pour rejoindre le campus de la Doua. Elle traverse ensuite le canal de Jonage sur une nouvelle passerelle construite spécifiquement pour les Voies Lyonnaises et le tramway T9, puis longe l'A42 avant d'entrer dans le Grand Parc Miribel Jonage. Le tracé retrouve ensuite le canal de Jonage au niveau du pont d'Herbens, et le longe jusqu'à Jonage.

## Particularités
La VL9 traverse une zone Natura 2000 à l'intérieur du parc de Miribel Jonage.